# Oneillornis
Oneillornis – rodzaj ptaków z podrodziny chronek (Thamnophilinae) w rodzinie chronkowatych (Thamnophilidae).

## Zasięg występowania
Rodzaj obejmuje gatunki występujące w Ameryce Południowej.

## Morfologia
Długość ciała 13–13,5 cm; masa ciała 22–28 g.

## Systematyka

### Etymologia
Oneillornis: John Patton O’Neill (ur. 1942), amerykański ornitolog, pracownik terenowy, ilustrator ptaków; gr. ορνις ornis, ορνιθος ornithos – ptak.

### Podział systematyczny
Do rodzaju należą wyodrębnione z Gymnopithys gatunki:
- Oneillornis salvini – mrówczyk białogardły
- Oneillornis lunulatus – mrówczyk szary